# Severo Eizaguirre
Severo Eizaguirre (n. 1901-1973) fue un militar argentino que desempeñó un papel importante en la Revolución del 43 (1943-1946). Teniendo grado de teniente coronel fue uno de los fundadores y líderes del Grupo de Oficiales Unidos (GOU).

## Biografía
En 1943 fue uno de los fundadores del Grupo de Oficiales Unidos (GOU). Participó del golpe de Estado del 4 de junio de 1943 que derrocó al presidente Ramón Castillo y dio origen a la Revolución del 43. Fue nombrado entonces Jefe del Segundo Regimiento de Infantería de Buenos Aires.
Eizaguirre, al igual que su compañero en el GOU, el mayor León Bengoa, expresó una posición frontalmente opuesta a la ruptura de relaciones diplomáticas con el Eje que el gobierno argentino realizó en 1944. Asimismo formó parte del grupo militar que se sintió consternados por la creciente relación de Perón con los sindicatos y que operó para excluirlo del gobierno.